# Sexpositiva rörelsen

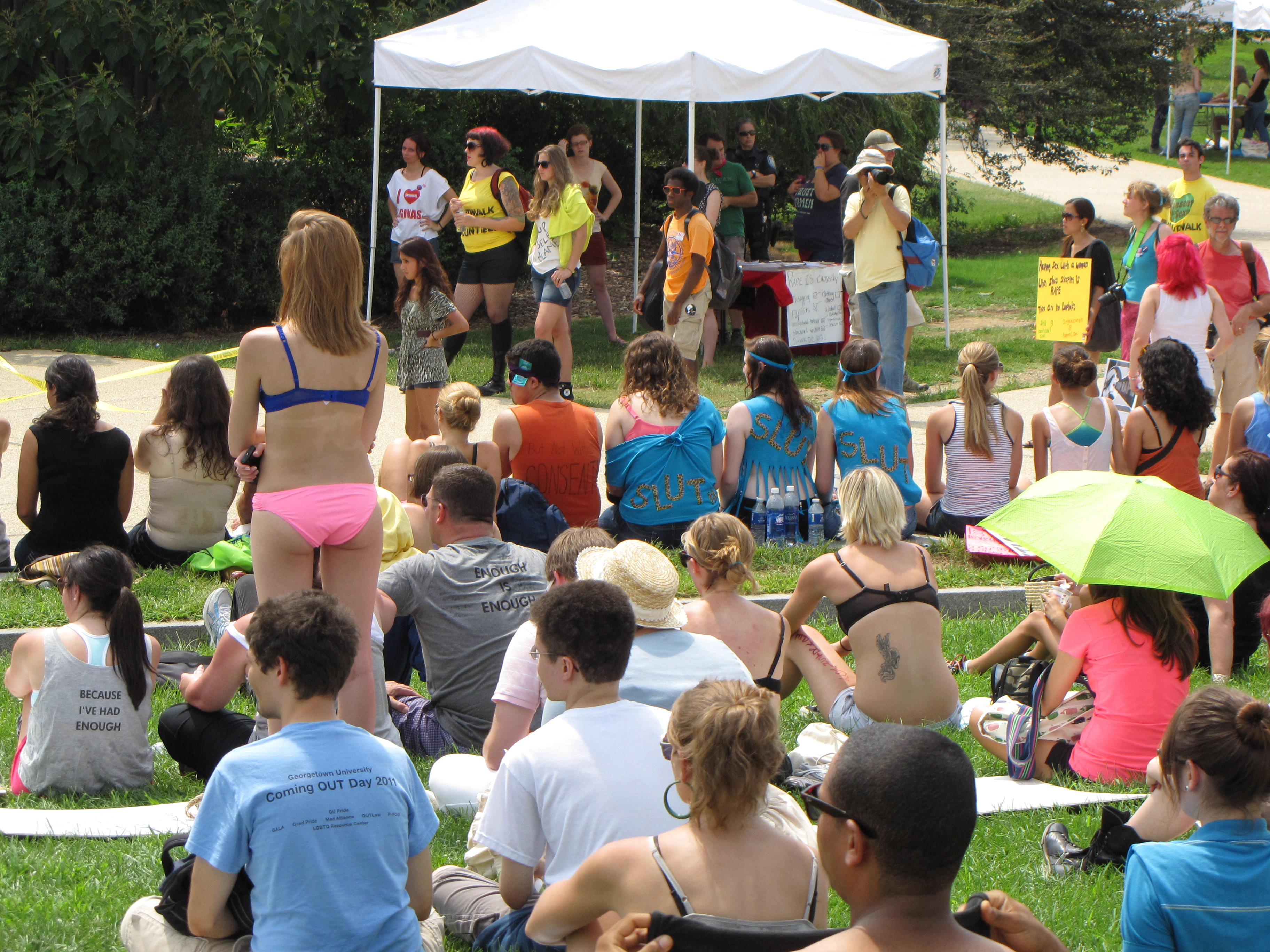
Slutwalk i Washington D.C. 2012, en sexpositiv demonstration där man propagerade för varje människas unika rätt till sin egen kropp, betydelsen av samtycke och rätten att få klä sig och utforska sin sexualitet utan skambeläggande.

Den sexpositiva rörelsen är en social rörelse som omfamnar idén om en liberal inställning till sexualiteten generellt. Den försöker förändra kulturella attityder och normer runt sexualiteten i dess olika former, som en naturlig och hälsosam del av den mänskliga existensen. Rörelsen trycker på betydelsen av individens egenmakt, säkert sex och samtycke i sexuella sammanhang. Politiken inkluderar en öppen attityd kring sådant som könsuttryck, sexuell läggning, kroppspositivism, nakenhet, fria val, olika relationsformer och reproduktiva rättigheter.
Sexpositivitet har definierats som en attityd som bejakar det mångskiftande i de sexuella uttrycken. Det handlar också om ett perspektiv fritt från skambeläggning och fördomsfullhet.

## Utveckling
Den österrikiske psykoanalytikern Wilhelm Reich anses vara den som myntade begreppet på 1920-talet. Han menade att vissa samhällen och kulturer generellt har en positiv grundinställning till sex, medan andra generellt har en negativ inställning.
Begreppet sexpositiv populariserades i slutet av 1990-talet, som en modernare term baserad på samma principer som 1960-talets sexuella frigörelse. Nu fokuserades tydligare på genus och sexuell läggning, till skillnad från 1960-talets mantra om "fri kärlek".

### Sexpositiv feminism
I slutet av 1900-talet utvecklades den sexpositiva feminismen som en gren inom feminismen. Den var en reaktion mot idéerna om ett patriarkalt inflytande på den samtida sexualiteten,  och en utveckling av den tredje vågens feminism och dess mer intersektionella perspektiv.
Den sexpositiva feminismen kännetecknas av en positiv syn på sexualiteten generellt, inklusive som del av kampen för ökad jämställdhet i samhället. Representanter för sexpositiv feminism ser kvinnors utforskande av onani och sexualiteten på olika sätt som en viktig del i stärkandet av kvinnors individuella friheter.
Man har också ofta en grundläggande positiv eller tillåtande syn gentemot olika sexuella uttryck och praktiker, inklusive det som Gayle Rubin beskrivit som "de yttre gränserna" i sin sexhierarkiska modell. Det berör företeelser som BDSM, sexarbete, flersamhet, HBTQ-praktiker och pornografi. Den sexpositiva feminismen växte fram under 1970- och 1980-talen, i en ofta skarp konflikt med radikalfeminismens syn på mycket av ovanstående som hot mot kvinnor som grupp eller som individer. Feminister som Katie Roiphe och Roxane Gay ser makt som en central del av den sexuella dynamiken, och de ser utövandet av kinks som feministiskt per definition eftersom det förutsätter samtycke.

### Politiska partier
Ett sexpositivt politiskt parti har sex- och samlevnad, sexarbetares villkor, integritet och antimoralism som huvudfrågor. Två renodlade sexpositiva partier är Australian Sex Party, grundat 2008, och The Sex Party i British Columbia, Kanada, grundat 2005. De är liberala i sin ideologiska grundhållning och kritiska till den feminism som vill ha starka restriktioner mot allt sexarbete men också till konservativa och religiösa strömningar som dessutom är emot abort. Ett ideologiskt släktskap finns med libertarianska partier och piratpartier.
Flera porrskådespelare har ställt upp som politiska kandidater, ibland med en tydligt sexpositiv agenda. Detta inkluderar Cherie Deville i presidentvalet i USA 2020, liksom Mary Carey i två guvernörsval i Kalifornien. Ilona Staller satt 1987–1992 i Italiens deputeradekammare som representant för Partito Radicale.

## Uttryck och betydelse

### Sexpositiva uttryck
Nedan listas ett antal uttryck och fokus som har setts som typiskt sexpositiva:
- utforska dina sexfantasier
- njuta av dina kroppsliga känsloförnimmelser, utan skam[13]
- öppen kommunikation kring dina önskemål och behov till partners[14]
- prioritera hälsan i sexlivet med andra, dig själv, dina vanor och gränser, inklusive via säkert sex[13]
- respekt för alla inblandades samtycke[13]
- kroppspositivism[3][13]
- acceptera andras samtyckta sexuella beteende (istället för att sätta dig till doms)[3]
- stödja lagar och normer som verkar för sexuella friheter
- stödja utvecklingen av sexualundervisningen i skolor[13]
- stödja sexarbetares rättigheter, trygghet och arbetsvillkor[3][1]

Sexpositivism handlar inte om att ha eller vilja ha sex oftare (eller mer sällan). Det syftar istället på att respektera dina egna sexuella uttryck.

### Betydelse och kritik
Den sexpositiva rörelsen har vuxit fram i ett samhälle med ett allt större fokus på individens rätt att välja sitt liv. Begreppet myntades av Reich i en tid när allmän rösträtt bekräftade medborgarens rättigheter och friheter i ett demokratiskt samhälle. Sedan 1960-talet har individernas frihet att välja sina egna samlevnadsformer lyfts fram, vilket synts i ett ökat experimenterande utanför traditionella äktenskap och familjekonstellationer. 1960-talet lade också i många länder grunden till en följande legalisering av pornografi och stora delar av sexbranschen. Framväxten av HBTQ-rörelsen, normaliseringen av homosexuella uttryck och BDSM som praktik har följt därefter.
Samtidigt har ovanstående utveckling lett till kritik mot en tilltagande förflackning av mänskliga relationer, sexualisering av samhället, varufiering av sexualiteten, ökad objektifiering av kvinnan och stärkande av patriarkala strukturer. Efter Berlinmurens fall har socialistiska tankar i många fall trängts tillbaka av nyliberalism, marknadsekonomi och kapitalism, men kritiken från den politiska vänstern mot liberalismens bevarande av maktstrukturer har fortsatt. Via Internet har individen fått fler möjligheter att konsumera anonymt och kommunicera på allt fler sätt, och sociala medier med eller utan sexuella inslag är sedan 2010-talet en naturlig del i de flesta människors vardag. På TV, i musiken och på film visas ofta upp sexuella inslag mer öppet.
Kritiken mot den moderna sexpositiva kulturen har även kommit från konservativt håll, inklusive från tänkare som Mary Harrington och Louise Perry som ser den sexuella revolutionen som ett misslyckande och hot mot kvinnors liv. De anser att den moderna sexuella kulturen mestadels gynnar män. Religiösa och traditionellt värdekonservativa kan se den sexpositiva rörelsen och dess uttryck som hot mot familjevärderingar och en sund moral. Även unga ur generation Z kan se delar av den moderna sexpositiva kulturen som förtryckande, och på engelska har denna strömning blivit kallad Puriteens ('puritanska tonåringar'). Vissa har beskrivit en väsensskillnad mellan den positiva erotiken och den negativa pornografin, men företrädare för den sexpositiva rörelsen har sett svårigheter av avgränsa de två samt bestraffande lagstiftning som något som ytterst slår tillbaka på det öppna samtalet och kvinnors utforskande av sin sexualitet.
Kritik har även kommit angående den sexpositiva rörelsens namngivning. Många kritiker emot ett antal av rörelsens hjärtefrågor ser sig själva inte som sexnegativa utan som mer nyktra angående balansen mellan trygghet och frihet. Dessa kritiker kan ofta istället namnge sin politik som sexkritisk. Vissa anser att den stora skiljelinjen står mellan liberal- och radikalfeminism.

## Förespråkare (exempel)
Ett antal olika författare, forskare och aktivister har producerat sexpositiva böcker, texter och annat material. Nedan listas några av dem:
- Lindsey Doe
- Erika Lust[1]
- Emily Morse
- Emily Nagoski
- Esther Perel